# The Hideout

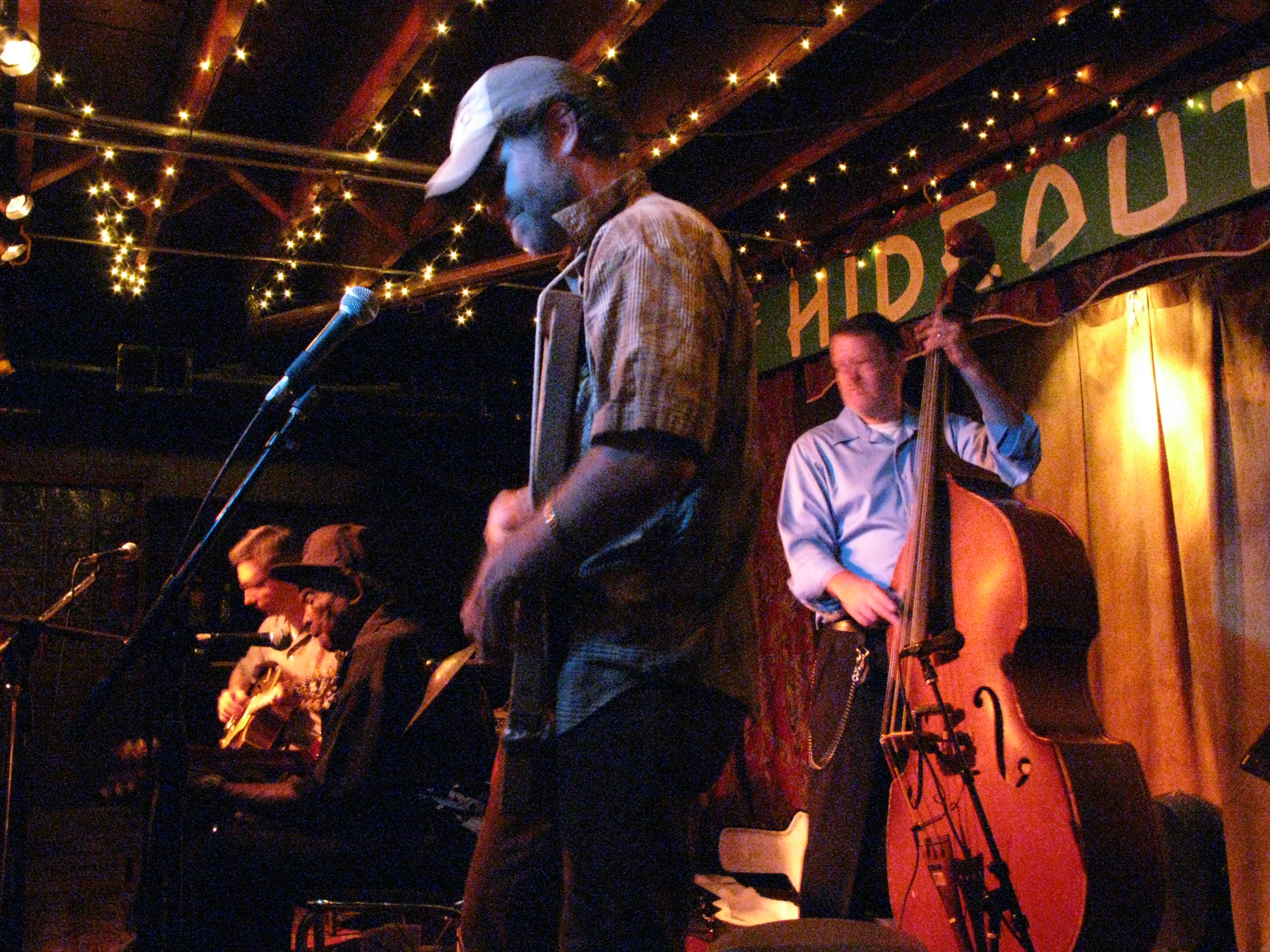
Auftritt der Alternative-Country-Band Devil in a Woodpile mit dem Bluesveteranen David Honeyboy Edwards 2008 in The Hideout

The Hideout (dt.: Der Schlupfwinkel) ist ein Veranstaltungsort für Rockmusik, Jazz und Improvisationsmusik in Chicago.
Das seit 1934 unter dem Namen The Hideout firmierende Lokal befindet sich im Chicagoer Stadtteil North Side in der 1354 W. Wabansia Avenue nahe dem Chicago River. Das Gebäude ist ein über hundert Jahre alter Holzrahmenbau, der Ende des 19. Jahrhunderts aufgestellt wurde und lange Zeit als Gaststätte für Arbeiter der nahen Industriegebiete diente. Nachdem es in der Prohibitionszeit als Speakeasy irischer Schnapsbrenner diente, war es nach der Legalisierung 1933 lange Zeit in italienischem Familienbesitz, bis es in den 1990er-Jahren aufgegeben wurde. Ab Anfang der 2000er-Jahre wurde es von den Brüdern Tim Tuten und Mike Hinchsliff übernommen, restauriert und dient seitdem als Veranstaltungsort für Rock-, Jazz-, Improvisations- und Experimentalmusik.
Im Hideout wurde seit Anfang der 2000er-Jahre eine Reihe von Konzerten mitgeschnitten, u. a von Jeb Bishop, Tim Daisy, Frode Gjerstad, Ingebrigt Håker Flaten, Fredrick Lonberg-Holm, Joe McPhee, Jason Roebke, Mavis Staples und Ken Vandermark. U. a. traten dort Künstler wie Thurston Moore, Jon Langford, Jeff Tweedy, Glenn Kotche, Jon Stirratt, Mikhail Jorgensen sowie Gruppen wie Flaming Lips oder Wilco auf. Das dort entstandene Mavis-Staples-Album Live: Hope at the Hideout wurde für die Grammy Awards 2010 in der Kategorie Bestes zeitgenössisches Blues-Album nominiert.